# 12-Stunden-Rennen von Sebring 2004

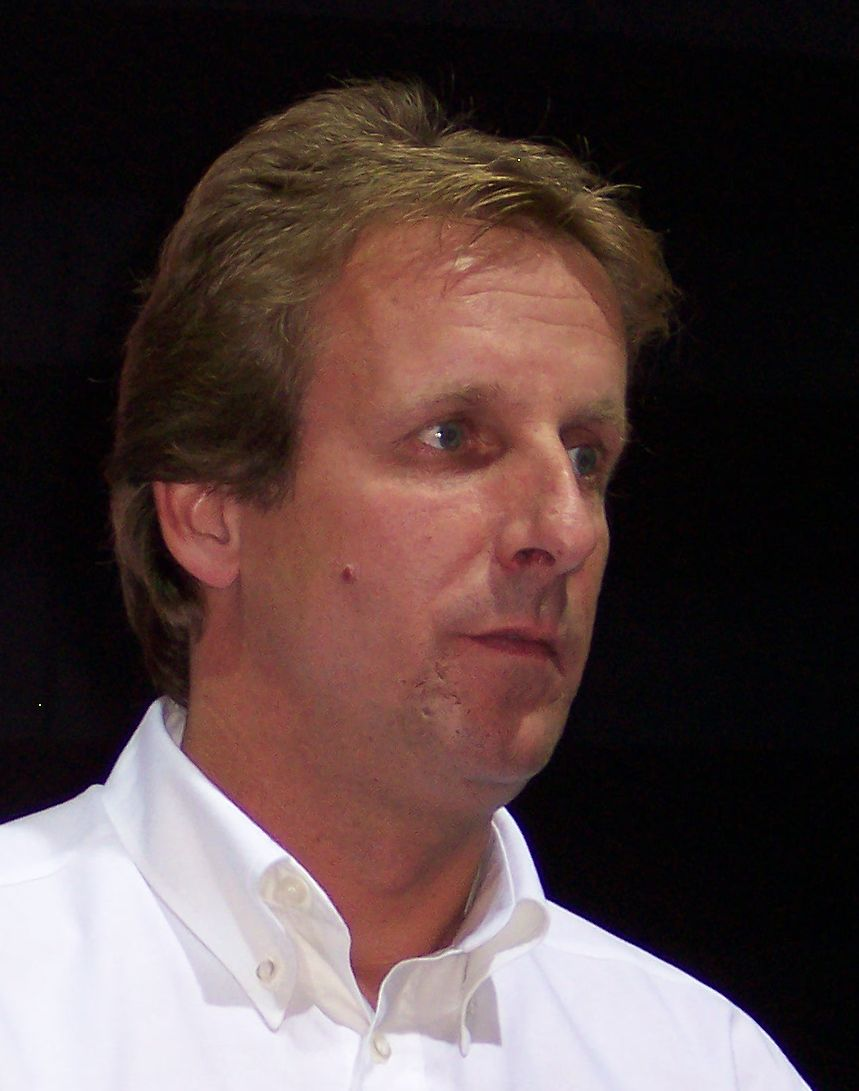
Frank Biela gewann zum dritten Mal das 12-Stunden-Rennen von Sebring

Das 52. 12-Stunden-Rennen von Sebring, auch 52nd Annual Mobil 1 12 Hours of Sebring, Sebring International Raceway, fand am 20. März 2004 auf dem Sebring International Raceway statt und war der erste Wertungslauf der ALMS-Saison 2004.

## Vor dem Rennen
Wie im Vorjahr begann die American Le Mans Series in Sebring. Als Titelverteidiger gingen Marco Werner und JJ Lehto in die neue Saison.

## Das Rennen
2004 feierte Audi den fünften Erfolg in Sebring in Folge, wobei dabei jeweils der R8 das siegreiche Rennmodell war. 2004 gab es für den R8 einen Dreifachsieg, der von  Allan McNish, Frank Biela und Pierre Kaffer im Audi-Sport-UK-Team-Veloqx-R8 angeführt wurde. Die LMP2-Klasse gewannen Ian James, Mike Borkowski und John Macaluso auf einem Lola B2K/40. Mit 96 Runden Rückstand auf die Sieger belegte das Trio den 21. Rang in der Gesamtwertung.
Die GTS-Wertung gewann die Vierten der Gesamtwertung; Ron Fellows, Johnny O’Connell und Massimiliano Papis, die eine Werks-Chevrolet Corvette C5-R fuhren. Sieger in der GT-Klasse wurden die beiden Porsche-Piloten Timo Bernhard und Sascha Maassen.

## Ergebnisse

### Schlussklassement
| 1           | LMP1 | 28 | Audi Sport UK Team Veloqx         | Allan McNish Frank Biela Pierre Kaffer                  | Audi R8                   | 350 |
| 2           | LMP1 | 38 | Champion Racing                   | JJ Lehto Marco Werner Emanuele Pirro                    | Audi R8                   | 345 |
| 3           | LMP1 | 88 | Audi Sport UK Team Veloqx         | Johnny Herbert Jamie Davies Guy Smith                   | Audi R8                   | 338 |
| 4           | GTS  | 3  | Corvette Racing                   | Ron Fellows Johnny O’Connell Massimiliano Papis         | Chevrolet Corvette C5-R   | 329 |
| 5           | LMP1 | 22 | Rollcentre Racing                 | João Barbosa Rob Barff Martin Short                     | Dallara LMP               | 326 |
| 6           | LMP1 | 16 | Dyson Racing Team Inc.            | James Weaver Andy Wallace Butch Leitzinger              | MG-Lola EX257             | 323 |
| 7           | LMP1 | 12 | Autocon Motorsports               | Tomy Drissi Michael Lewis Vic Rice                      | Riley & Scott Mk IIIC     | 321 |
| 8           | GT   | 23 | Alex Job Racing                   | Timo Bernhard Sascha Maassen                            | Porsche 911 GT3-RSR       | 317 |
| 9           | LMP1 | 96 | Larbre Compétition                | Christophe Bouchut Jean-Luc Blanchemain Roland Bervillé | Panoz GTP                 | 317 |
| 10          | GT   | 24 | Alex Job Racing                   | Lucas Luhr Romain Dumas Marc Lieb                       | Porsche 911 GT3-RSR       | 317 |
| 11          | GT   | 31 | White Lightning Racing            | David Murry Craig Stanton                               | Porsche 911 GT3-RS        | 311 |
| 12          | GT   | 45 | Flying Lizard Motorsports         | Johannes van Overbeek Darren Law Jon Fogarty            | Porsche 911 GT3-RSR       | 311 |
| 13          | GT   | 43 | BAM! British American Motorsport  | Mike Rockenfeller Peter Baron Leo Hindery               | Porsche 911 GT3-RS        | 309 |
| 14          | GT   | 79 | J-3 Racing                        | Justin Jackson Tim Sugden Brian Cunningham              | Porsche 911 GT3-RSR       | 307 |
| 15          | GTS  | 25 | Barron Connor Racing              | Danny Sullivan John Bosch Thomas Biagi                  | Ferrari 575 Maranello GTC | 307 |
| 16          | GT   | 35 | Risi Competizione                 | Ralf Kelleners Anthony Lazzaro Matteo Bobbi             | Ferrari 360 Modena GTC    | 304 |
| 17          | GT   | 66 | New Century Mortgage Racers Group | Patrick Long Cort Wagner Kelly Collins                  | Porsche 911 GT3-RSR       | 302 |
| 18          | GT   | 68 | New Century Mortgage Racers Group | Piers Masarati Gregor Fisken Ian Donaldson              | Porsche 911 GT3-RS        | 299 |
| 19          | GT   | 49 | Morgan Works Race Team            | Neil Cunningham Keith Ahlers Adam Sharpe                | Morgan Aero 8             | 281 |
| 20          | GT   | 78 | J-3 Racing                        | Romeo Kapudija Niclas Jönsson Dorsey Porter             | Porsche 911 GT3-RS        | 275 |
| 21          | LMP2 | 10 | American Spirit Racing Inc.       | Ian James Mike Borkowski John Macaluso                  | Lola B2K/40               | 264 |
| 22          | GT   | 91 | Chamberlain – Synergy Motorsport  | Christopher Stockton Gareth Evans Amanda Stretton       | TVR Tuscan T400R          | 262 |
| 23          | GTS  | 63 | ACEMCO Motorsports                | Terry Borcheller David Brabham Johnny Mowlem            | Saleen S7-R               | 257 |
| 24          | LMP2 | 7  | Rand Racing                       | Mike Fitzgerald James Gue Bill Rand                     | Lola B2K/40               | 248 |
| 25          | LMP2 | 30 | Intersport Racing                 | Clint Field William Binnie Rick Sutherland              | Lola B2K/40               | 232 |
| Ausgefallen |      |    |                                   |                                                         |                           |     |
| 26          | LMP1 | 37 | Intersport Racing                 | Jon Field Duncan Dayton Larry Connor                    | Lola B01/60               | 302 |
| 27          | LMP1 | 15 | Taurus Racing                     | Justin Wilson Phil Andrews Milka Duno                   | Lola B2K/10               | 270 |
| 28          | GT   | 32 | Cirtek Motorsport                 | Rob Wilson Frank Mountain Robert Brooks                 | Porsche 911 GT3-RSR       | 215 |
| 29          | GT   | 61 | P.K. Sport                        | Alex Caffi David Warnock Tracy Krohn                    | Porsche 911 GT3-RS        | 214 |
| 30          | LMP2 | 56 | Team Bucknum Racing               | Jeff Bucknum Chris McMurry Bryan Willman                | Pilbeam MP91              | 181 |
| 31          | GT   | 60 | P.K. Sport                        | Robin Liddell Hugh Plumb Peter Boss                     | Porsche 911 GT3-RS        | 167 |
| 32          | GTS  | 71 | Carsport America                  | Jean-Philippe Belloc Tom Weickardt Kevin Allen          | Dodge Viper GTS-R         | 121 |
| 33          | GT   | 92 | Chamberlain – Synergy Motorsport  | Bob Berridge Lee Caroline Michael Caine                 | TVR Tuscan T400R          | 120 |
| 34          | LMP2 | 11 | American Spirit Racing Inc.       | Jason Workman Scott Bradley Bobby Sak                   | Lola B2K/40               | 108 |
| 35          | LMP1 | 20 | Dyson Racing Team Inc.            | Chris Dyson Jan Lammers Didier de Radiguès              | MG-Lola EX257             | 106 |
| 36          | GTS  | 26 | Barron Connor Racing              | Mike Hezemans Jean-Denis Delétraz Ange Barde            | Ferrari 575 Maranello GTC | 101 |
| 37          | GT   | 44 | Flying Lizard Motorsports         | Lonnie Pechnik Seth Neiman Peter Cunningham             | Porsche 911 GT3-RS        | 100 |
| 38          | GT   | 67 | New Century Mortgage Racers Group | Marc Bunting Pierre Ehret Jim Matthews                  | Porsche 911 GT3-RSR       | 94  |
| 39          | GTS  | 4  | Corvette Racing                   | Oliver Gavin Olivier Beretta Jan Magnussen              | Chevrolet Corvette C5-R   | 83  |
| 40          | LMP1 | 33 | Intersport Racing                 | Mike Durand Chad Block Georges Forgeois                 | Riley & Scott Mk IIIC     | 62  |
| 41          | GT   | 52 | Seikel Motorsport                 | Tony Burgess Philip Collin Grady Willingham             | Porsche 911 GT3-RS        | 47  |
| 42          | LMP2 | 8  | Rand Racing                       | Marino Franchitti Derek Hill Andy Lally                 | Lola B2K/40               | 12  |
| 43          | LMP1 | 50 | Team Elite                        | Jay Cochran Damien Faulkner Ed Zabinski                 | Lotus Elise GT1           | 7   |
| 44          | LMP2 | 19 | Van der Steur Racing Inc.         | Gunnar van der Steur Eric van der Steur                 | Lola B2K/40               | 2   |

### Nur in der Meldeliste
Hier finden sich Teams, Fahrer und Fahrzeuge, die ursprünglich für das Rennen gemeldet waren, aber aus den unterschiedlichsten Gründen daran nicht teilnahmen.
| Pos. | Klasse | Nr. | Team                             | Fahrer                  | Chassis               |
| ---- | ------ | --- | -------------------------------- | ----------------------- | --------------------- |
| 45   | GT     | 04  | Hyper Sport                      |                         | Panoz Esperante GT-LM |
| 46   | GT     | 07  | United Nations Motorsports       |                         | Ferrari 360 Modena    |
| 47   | GT     | 43  | BAM! British American Motorsport | Peter Baron Leo Hindery | Porsche 911 GT3-RSR   |
| 48   | GT     | 77  | United Nations Motorsports       |                         | Ferrari 360 Modena    |
| 49   | GTS    | 80  | Care Racing                      |                         | Ferrari 550 Maranello |
| 50   | GTS    | 83  | Graham Nash Motorsport           |                         | Saleen S7-R           |
| 51   | GTS    | 88  | Care Racing                      |                         | Ferrari 550 Maranello |

### Klassensieger
| Klasse | Fahrer        | Fahrer           | Fahrer             | Fahrzeug                | Platzierung im Gesamtklassement |
| ------ | ------------- | ---------------- | ------------------ | ----------------------- | ------------------------------- |
| LMP1   | Allan McNish  | Frank Biela      | Pierre Kaffer      | Audi R8                 | Gesamtsieg                      |
| LMP2   | Ian James     | Mike Borkowski   | John Macaluso      | Lola B2K/40             | Rang 21                         |
| GTS    | Ron Fellows   | Johnny O’Connell | Massimiliano Papis | Chevrolet Corvette C5-R | Rang 4                          |
| GT     | Timo Bernhard | Sascha Maassen   |                    | Porsche 911 GT3-RSR     | Rang 8                          |

### Renndaten
- Gemeldet: 51
- Gestartet: 44
- Gewertet: 25
- Rennklassen: 4
- Zuschauer: 115000
- Wetter am Renntag: heiß und trocken
- Streckenlänge: 5,955 km
- Fahrzeit des Siegerteams: 12:01:22,576 Stunden
- Gesamtrunden des Siegerteams: 350
- Gesamtdistanz des Siegerteams: 2084,101 km
- Siegerschnitt: 173,344 km/h
- Pole Position: JJ Lehto – Audi R8 (#38) – 1:48,710 – 197,190 km/h
- Schnellste Rennrunde: JJ Lehto – Audi R8 (#38) – 1:49,443 – 195.868 km/h
- Rennserie: 1. Lauf zur ALMS-Saison 2004